# 青春ヒヒヒ
『青春ヒヒヒ』（せいしゅんひひひ）は、清野とおるによる日本の漫画作品。『週刊ヤングジャンプ』（集英社）にて2001年51号から2002年20号まで連載された。単行本はヤングジャンプコミックスより全2巻（絶版）。電子書籍ではぶんか社よりぶんか社コミックスとして配信されている。

## 概要
清野とおるの初連載作品で初期の代表作。日日日中学校に転校してきた岩清水つとむ。そして主人公に絡む珍子と満子と、気違い染みた友人たちとのイカれた学園生活を描いた不条理ギャグ漫画である。過激な描写が多く、全体的に薄気味悪さと狂気が蔓延する内容になっている。
清野の弁によると打ち切りで終了になってしまったらしく、最終話では日日日中学校が全焼して登場人物がほとんど死亡するというシュールかつ投げやりな結末を迎えた。
ちなみに週刊連載が余りにハードだったため、友人漫画家の押切蓮介に作画の一部を手伝ってもらったという。

## 書誌情報
- 清野とおる『青春ヒヒヒ』集英社〈ヤングジャンプコミックス〉全2巻※絶版
  1. 2002年5月17日発売、ISBN 4-08-876299-1
  2. 2002年6月19日発売、ISBN 4-08-876310-6